# Fugging
Fugging (do 2021. Fucking) malo je mjesto (populacija oko 150) koje pripada općini Tarsdorf, u Innviertel regiji zapadne Gornje Austrije, smješteno na 48°02′59″N 12°50′59″E / 48.04972°N 12.84972°E, na granici s Bavarskom. Nalazi se nadomak Salzburga. Selo je postojalo pod imenom "Fucking" još od 1070. i prozvano je po čovjeku iz šestog stoljeća po imenu Focko. "Ing" je stari germanski sufiks koji znači "ljudi"; tako Fucking, u ovom slučaju, znači "mjesto Fockovih ljudi".
Ime, identično napisano kao i gerund engleske vulgarnosti "fuck", je jako smiješno Anglofonima. Na njemačkom to nema nikakve očigledne asocijacije, smiješne ili ostale, ali će govornici njemačkog biti svjesni engleskog značenja riječi. Njemačka srodnica glagola "fuck", koja se smatra podjednako vulgarnom poput engleskog glagola (ili možda čak i više opscenom, jer se nikad ne koristi figurativno), je ficken.
Jedino značajno obilježje mjesta je prometni znak s imenom sela pored kojeg se često turisti slikaju. Znak je najčešće ukradeni prometni znak u Austriji. Značajan dio gradskog proračuna Fuckinga se troši na postavljanje novih znakova. U kolovozu 2005. prometni znakovi su zamijenjeni znakovima koji su zavareni za čelik i postavljeni u cement kako bi se onemogućila njihova krađa.
2004. građani su glasovali o izmjeni imena (zbog učestale krađe znaka i nelagodnosti zbog imena), ali su se odlučili zadržati ga.